# Karasburg
 (décembre 2016).
Si vous disposez d'ouvrages ou d'articles de référence ou si vous connaissez des sites web de qualité traitant du thème abordé ici, merci de compléter l'article en donnant les références utiles à sa vérifiabilité et en les liant à la section « Notes et références ».
Karasburg est une localité du sud de la Namibie de près de 15 000 habitants, située dans la région de Karas à plus de 700 km de Windhoek et à 110 km d'Ariamsvlei, la frontière avec l'Afrique du Sud. C'est une région rurale connue pour ses élevages de moutons.
À 40 km au sud-ouest de Karasburg se situe le village thermal de Warmbad, habité principalement par les Bondelswarts, un groupe ethnique de langue nama.
Ce petit village présente un ancien fort allemand et un musée national relatant la vie de la communauté des Bondelswarts.